# Giovanni Alidosi

Stemma degli Alidosi.

Giovanni Alidosi (Castel del Rio, 1420 – Castel del Rio, 1494) è stato un nobile italiano e signore di Castel del Rio.

## Biografia
Era figlio di Ludovico e di Onofria Ubaldini. Ereditò dal padre la signoria di Castel del Rio (1451) e nel 1489 i vassalli, vessati dalle tasse, si ribellarono offrendosi ai fiorentini con atto di dedizione del 1490. Firenze però stipulò un atto di rinuncia dei possedimenti a favore degli Alidosi nel 1494, anno di morte di Giovanni. Nel 1495 il cardinale Giuliano della Rovere firmò un atto di cessione della signoria ai sei figli maschi, eredi di Giovanni Alidosi.

## Discendenza
Giovanni ebbe nove figli:
- Obizzo II (?-1509), signore con i fratelli di Castel del Rio
- Paride, signore con i fratelli di Castel del Rio
- Amalia
- Bertrando (?-1509 ca.), signore con i fratelli di Castel del Rio
- Roberto, signore con i fratelli di Castel del Rio
- Giuditta
- Riccardo (?-1559), signore con i fratelli di Castel del Rio
- Onofria
- Francesco (1455-1511), cardinale e signore con i fratelli di Castel del Rio